# Иванкович, Валерия Павловна
Валерия Павловна Иванкович (род. 8 июня 2006, Челябинск) — российская волейболистка, нападающая-доигровщица.

## Биография
Начала заниматься волейболом в 2015 году в челябинской СШОР «Юность-Метар». 1-й тренер — А.Ю.Вафина. В 2020 была принята в ВК «Динамо-Метар», за фарм-команду которого играла с того же года. Дважды становилась призёром чемпионатов и один раз победителем розыгрыша Кубка Молодёжной лиги. С 2024 выступает за основную команду клуба в суперлиге чемпионата России. 

### Клубная карьера
- 2020—2024 —  «Динамо-Метар»-2 (Челябинск) — молодёжная лига;
- 2024—2025 —  «Динамо-Метар»-2 (Челябинск) — высшая лига «Б»;
- с 2024 —  «Динамо-Метар» (Челябинск) — суперлига.

## Достижения
- серебряный (2022) и бронзовый (2021) призёр Молодёжной лиги чемпионата России.
- победитель розыгрыша Кубка Молодёжной лиги 2021.